# Departamento Maipú (Mendoza)
Das Departamento Maipú liegt im Zentrum der Provinz Mendoza im Westen Argentiniens und ist eine von 18 Verwaltungseinheiten der Provinz. Zusammen mit den Departamentos Capital, Las Heras, Guaymallén, Luján de Cuyo und Godoy Cruz bildet es die Agglomeration Gran Mendoza.
Es grenzt im Norden an die Departamentos Lavalle und Guaymallén, im Osten an das Departamento San Martín, im Südosten an das Departamento Junín, im Südwesten an das Departamento Luján de Cuyo und im Westen an das Departamento Godoy Cruz. 
Die Hauptstadt des Departamento Maipú ist das gleichnamige Maipú.

## Distrikte
Das Departamento Maipú ist in folgende Distrikte aufgeteilt:
- Coquimbito
- Cruz de Piedra
- Fray Luis Beltrán
- General Gutiérrez
- General Ortega
- Barrancas
- Lunlunta
- Luzuriaga
- Maipú
- Rodeo del Medio
- Russell
- San Roque

## Geographie
Das Departamento ist eine Tiefebene mit einem leichten Gefälle von Südwesten nach Nordosten. Vom geologischen Standpunkt gesehen, ist diese Ebene ein großes Sedimentbecken, dessen Ränder im Westen durch die Anden und im Osten durch die Graniterhebungen des Zócalo de San Luis gebildet werden. Im extremen Süden befinden sich die Gipfel des Cerro de Lunlunta und Cerro Barrancas.
Der mittlere Lauf des Río Mendoza durchquert den extremen Süden des Departamento durch die Distritos Lunlunta, Cruz de Piedra, Barrancas, Rodeo del Medio, Fray Luis Beltrán y San Roque. Dabei führt er wenig Wasser. Nur im Sommer und während der Entsandung des Staudamms Cipoletti steigt der Wasserspiegel ein wenig an.

## Klima
Das Departamento hat ein tendenziell heißes, gemäßigt trockenes Klima. Die Höchsttemperaturen erreichen 42,7 °C, die Tiefsttemperaturen −9,2 °C. Die jährlichen Niederschläge betragen um die 200 mm. Die vorherrschenden Windrichtungen sind West/Südwest.

## Geschichte
Das Departamento wurde am 31. Mai 1858 durch den damaligen Gobernador von Mendoza, Juan Cornelio Moyano, gegründet. Den Namen erhielt es in Erinnerung an die Schlacht von Maipú, die 1818 im Verlauf der Unabhängigkeitskriege in Chile ausgetragen wurde. 

## Wirtschaft
Das Wirtschaftsleben des Departamento ist gekennzeichnet durch Obst- und Weinanbau. Die Zahl der Weinkellereien ist groß und über viele Jahre war das Departamento der größte Weinproduzent der Region Cuyo in Argentinien. Darüber hinaus gibt es eine Reihe von Betrieben der Lebensmittelindustrie.

## Sport
Maipú ist die Heimat des Fußballclubs Club Deportivo Maipú, der in der 4. Division spielt.
Koordinaten: 33° 0′ S, 68° 42′ W